# Laurent Dufaux
Laurent Dufaux (Montreux, 20 maggio 1969) è un ex ciclista su strada svizzero con caratteristiche di scalatore, professionista dal 1991 al 2004.

## Carriera
Professionista dal 1991 al 2004, in quattordici anni di carriera Dufaux ha conquistato un totale di 38 vittorie (fra cui due edizioni del Critérium du Dauphiné Libéré, una del Tour de Romandie e una Coppa Placci), indossando per due giorni la maglia amarillo alla Vuelta a España 1997, oltre a conseguire piazzamenti nelle classifiche finali dei grandi giri (3 piazzamenti nei 10 al Tour de France e 2 podi consecutivi alla Vuelta). Coinvolto nello scandalo doping Festina, ammise l'uso di EPO e fu sospeso dall'attività ciclistica per otto mesi.

## Palmarès
- 1991 (Helvetia, tre vittorie)

Campionati svizzeri, Prova in linea
Classifica generale Route du Sud
Coppa Placci
- 1992 (Helvetia, una vittoria)

Grand Prix Pino Cerami
- 1993 (O.N.C.E., due vittorie)

5ª tappa Critérium du Dauphiné Libéré (Bonneville > Grenoble)
Classifica generale Critérium du Dauphiné Libéré
- 1994 (O.N.C.E., due vittorie)

Classifica generale Critérium du Dauphiné Libéré
2ª tappa Tour de l'Oise
- 1995 (Festina, quattro vittorie)

Classifica generale Route du Sud
2ª tappa Vuelta a Burgos
3ª tappa, 1ª semitappa Vuelta a Burgos
Classifica generale Vuelta a Burgos
- 1996 (Festina, due vittorie)

17ª tappa Tour de France (Argelès-Gazost > Pamplona)
19ª tappa Vuelta a España (Getafe > Avila
- 1997 (Festina, due vittorie)

2ª tappa Grand Prix du Midi Libre (Baraqueville > Saint-Chély-d'Apcher)
À travers Lausanne
- 1998 (Festina, sei vittorie)

Prologo Tour de Romandie (Rheinfelden, cronometro)
1ª tappa Tour de Romandie (Rheinfelden > Saignelégier)
3ª tappa Tour de Romandie (Montreux > Veysonnaz)
Classifica generale Tour de Romandie
5ª tappa Grand Prix du Midi Libre (Nîmes > Mende)
Classifica generale Grand Prix du Midi Libre
- 1999 (Saeco, una vittoria)

La Poly Normande
- 2000 (Saeco, tre vittorie)

2ª tappa Tour de Romandie (Montreux > La Chaux-de-Fonds)
1ª tappa À travers Lausanne (Losanna, cronometro)
Gran Premio di Svizzera
- 2001 (Saeco, una vittoria)

3ª tappa Giro del Trentino (Fondo > Malcesine)
- 2002 (Alessio, due vittorie)

Trofeo Melinda
1ª tappa Settimana Ciclistica Lombarda (Novate Milanese > Carimate)
- 2003 (Alessio, tre vittorie)

3ª tappa Tour de Romandie (Moudon > Loèche-les-Bains)
1ª tappa Rominger Classic (Grafenort > Grafenort)
2ª tappa Rominger Classic (Grafenort, cronometro)

### Altri successi
- 1995 (Festina)

Classifica regolarità Vuelta a Burgos
- 1997 (Festina)

2ª tappa, 2ª semitappa Tour Méditerranéen (Berre-les-Alpes > Velaux, cronosquadre)

## Piazzamenti

### Grandi Giri
- Giro d'Italia

2001: 40º
- Tour de France

1992: ritirato (13ª tappa)
1994: 35º
1995: 19º
1996: 4º
1997: 9º
1998: escluso (7ª tappa)
1999: 4º
2000: ritirato (13ª tappa)
2002: ritirato (16ª tappa)
2003: 21º
2004: 67º
- Vuelta a España

1996: 2º
1997: 3º
1998: ritirato
1999: ritirato (4ª tappa)
2000: non partito (14ª tappa)

### Classiche monumento
- Milano-Sanremo

1992: 130º
1994: 25º
1995: 57º
1996: 21º
1997: 41º
1998: 14º
2002: 109º
2003: 56º
- Liegi-Bastogne-Liegi

1991: 57º
1993: 25º
1997: 37º
1998: 10º
2000: 21º
2001: 38º
2003: 24º
2004: 46º
- Giro di Lombardia

1991: 54º
1993: 13º
1996: 38º

### Competizioni mondiali
- Campionati del mondo su strada

Stoccarda 1991 - In linea: 49º
Benidorm 1992 - In linea: 52º
Agrigento 1994 - In linea: 20º
Lugano 1996 - In linea: 16º
San Sebastián 1997 - In linea: 6º